# Plaza de Puerta de Moros
La plaza de la Puerta de Moros es una plaza de la ciudad española de Madrid, situada en el barrio de Palacio, perteneciente al distrito Centro, y rodeada por los espacios abiertos de las plazas de la Cebada, de los Carros y del Humilladero, y las calles de Tabernillas, Don Pedro, carrera de San Francisco y la calle de la Cava Alta. Presenta fachada lateral a la plaza la casa-palacio del Duque del Infantado.

## Historia
En el Plano de Texeira de 1656 y en el de Antonio Espinosa de los Monteros de 1769 aparece con este mismo nombre, originado probablemente por la antigua y desaparecida puerta de Moros de la muralla cristiana de Madrid, dando por ella salida al camino hacia Toledo, en especial a miembros de las comunidades musulmana y judía instalados en el vecino barrio de la Morería. Otros autores aventuran que el nombre procediera de la existencia del cementerio musulmán que se encontraba en el vecina plaza de la Cebada.
Peñasco y Cambronero anotan la existencia en el entorno de la plaza de casas particulares registradas al menos desde 1742. El cronista Pedro de Répide la cita como habitual lugar de representación de sainetes y zarzuelas con motivo de las fiestas de la Paloma, con especial presencia en los programas de la pieza que lleva ese mismo nombre La verbena de la Paloma.

### Endimión y otras fontanas
Queda documentada desde 1621 la existencia de una fuente abastecida desde esa fecha por el viaje del bajo Abroñigal. Citada y conocida con distintos nombres (fuente de Endimión o Endymión, fuente de Puerta de Moros, fuente de San Francisco o del Humilladero de San Francisco), aparece dibujada en el Plano de Texeira en la lámina 13 (C3), en la confluencia de la calle de Don Pedro y la carrera de San Francisco. Diseñada por el escultor toscano Rutilio Gaci, durante el reinado de Felipe III y construida por Martín Gortairy, aparece censada con cuatro caños, cuatro reales de agua del Bajo Abroñigal y un servicio de 53 aguadores. Se da noticia también de que en 1670 se le añadió un Neptuno, obra de Manuel Pereira, que luego fue sustituido por un pastor o mitológico Endimión. Según Pascual Madoz, por requerimiento popular la fuente fue trasladada en 1861 al lado oriental de la plaza de la Cebada, aunque otros documentos hablan de que en 1864 fue demolida y su estructura escultórica trasladada a la nueva fuente de Lavapiés, donde permanecería hasta final de ese siglo xix. En 1905, la estatua de Endimión figuraba en el inventario de un almacén municipal del paseo de Yeserías, junto con la La Mariblanca. Ya en el siglo xxi Endimión fue trasladado al Museo Arqueológico Nacional y posteriormente al vestíbulo de entrada del Museo de Historia de Madrid.

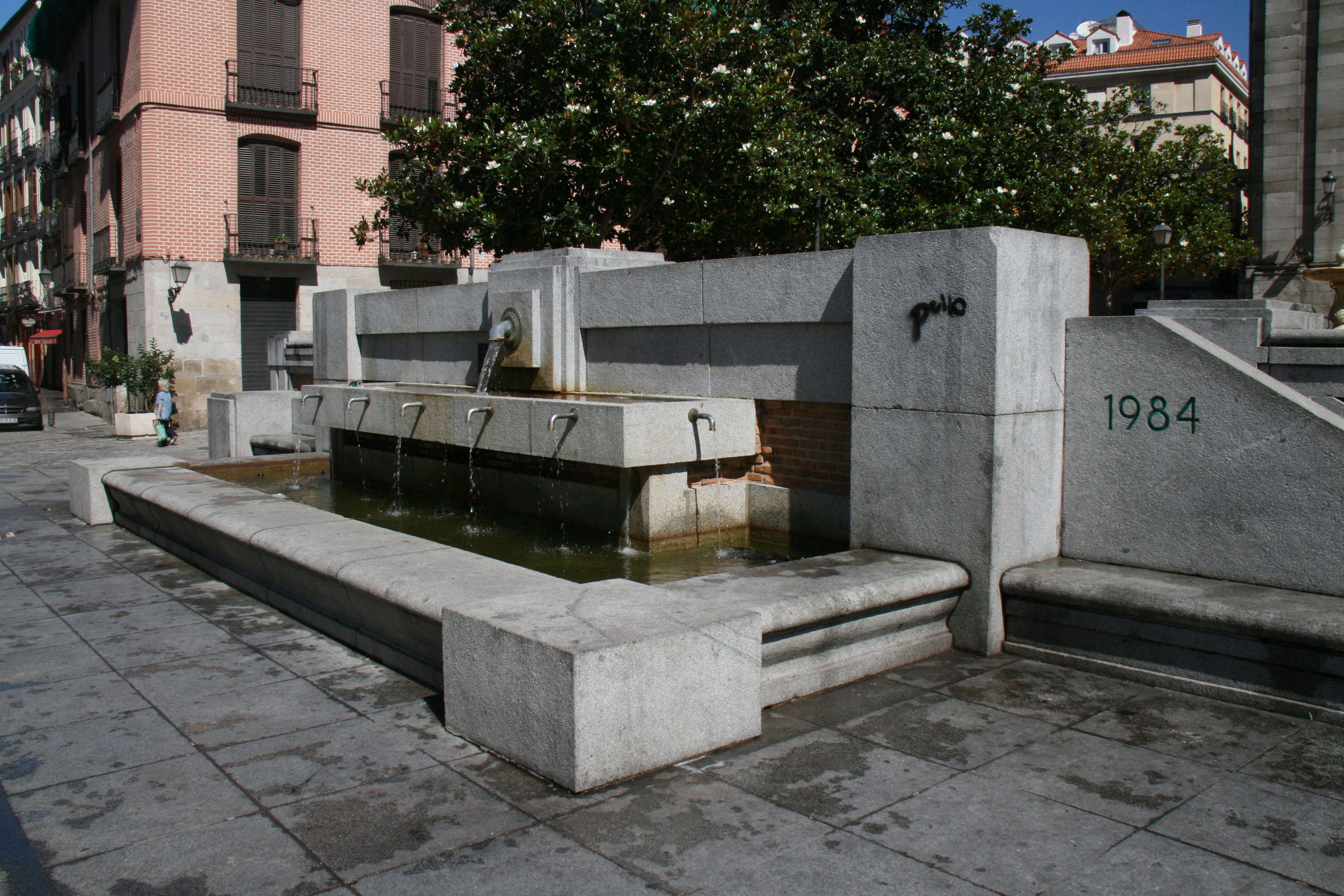
Fuente con siete caños al pie de la antigua plaza de los Carros, en la carrera de San Francisco y en el conjunto de la Puerta de Moros, obra de Emilio Esteras en 1984.

Volviendo al espacio de la plaza de Puerta de Moros un sencillo pilón de granito pulido, instalado en 1984, serviría de escenario a los primeros planos de La flor de mi secreto (1995), película de Pedro Almodóvar.

### Los trampantojos
También llama la atención en su perímetro, el trampantojo pintado sobre la medianería descubierta por el derrumbe de un edificio destruido durante la guerra civil española, en la manzana que separa las plazas del Humilladero y Puerta de Moros. La conseguida ilusión óptica es obra del muralista Alberto Pirrongelli.